# Ballady czasu upadku
Ballady czasu upadku – trzynasty album zespołu The Analogs.

## Lista utworów
1. „Znów jesteśmy razem”
2. „Za burtą”
3. „500 lat”
4. „Beton i Plastik”
5. „Wandale” (Tony Jazzu)
6. „Pył do pyłu”
7. „Narkotyk”
8. „Punki z budżetówki”
9. „Zły czas”
10. „Moje życie, moja droga”
11. „Gorycz” (Vintage version)
12. „To miasto spłonie”
13. „Heniek”
14. „Ostatnia noc”